# Burkburnett
Burkburnett és una població dels Estats Units a l'estat de Texas. Segons el cens del 2000 tenia 10.927 habitants.

## Demografia
Segons el cens del 2000, Burkburnett tenia 10.927 habitants, 4.139 habitatges, i 3.108 famílies. La densitat de població era de 443,6 habitants/km².
Dels 4.139 habitatges en un 36,7% hi vivien nens de menys de 18 anys, en un 60,5% hi vivien parelles casades, en un 11,3% dones solteres, i en un 24,9% no eren unitats familiars. En el 22,3% dels habitatges hi vivien persones soles el 10,1% de les quals corresponia a persones de 65 anys o més que vivien soles. El nombre mitjà de persones vivint en cada habitatge era de 2,62 i el nombre mitjà de persones que vivien en cada família era de 3,05.
Per edats la població es repartia de la següent manera: un 27,9% tenia menys de 18 anys, un 7,8% entre 18 i 24, un 28,3% entre 25 i 44, un 22,2% de 45 a 60 i un 13,8% 65 anys o més.
L'edat mediana era de 37 anys. Per cada 100 dones de 18 o més anys hi havia 88,6 homes.
La renda mediana per habitatge era de 37.408 $ i la renda mediana per família de 42.917 $. Els homes tenien una renda mediana de 31.720 $ mentre que les dones 21.977 $. La renda per capita de la població era de 17.507 $. Aproximadament el 7,9% de les famílies i el 9,5% de la població estaven per davall del llindar de pobresa.

## Poblacions més properes
El següent diagrama mostra les poblacions més properes.